# تقویم انتخابات‌های ملی ۲۰۱۶
تقویم انتخاباتی سال ۲۰۱۶ میلادی فهرستی است از انتخابات‌های مستقیم ملی و فدرال که در این سال در تمام کشورهای مستقل و قلمروهای وابسته‌ی جهان برگزار می‌شود. انتخابات‌های میان‌دوره‌ای در این فهرست گنجانده نشده‌اند اما همه‌پرسی‌های ملی در آن وجود دارند. سعی شده تا جای ممکن تاریخ‌های دقیق یاد شوند.

## زمان‌بندی

### ژانویه
- ۷ ژانویه (۱۷ دی ۱۳۹۴): کیریباتی، پارلمان (دور دوم)[۱]
- ۱۶ ژانویه (۲۶ دی ۱۳۹۴): تایوان، ریاست‌جمهوری و مجلس (کنگره)[۲]
- ۲۲ ژانویه (۲ بهمن ۱۳۹۴): واناتو، پارلمان[۳]
- ۲۴ ژانویه (۴ بهمن ۱۳۹۴): پرتغال، ریاست‌جمهوری[۴]

### فوریه
- ۱۴ فوریه (۲۵ بهمن ۱۳۹۴): جمهوری آفریقای مرکزی، ریاست‌جمهوری (دور دوم) و پارلمان (دور نخست)[۵]
- ۱۸ فوریه (۲۹ بهمن ۱۳۹۴): اوگاندا، ریاست‌جمهوری و پارلمان[۶]
- ۲۱ فوریه (۲ اسفند ۱۳۹۴): 
  - بولیوی، همه‌پرسی قانون اساسی[۷]
  - کومور، ریاست‌جمهوری (دور نخست)[۸]
  - نیجر، ریاست‌جمهوری (دور نخست) و پارلمان[۹]
- ۲۵ فوریه (۶ اسفند ۱۳۹۴): جامائیکا، پارلمان[۱۰]
- ۲۶ فوریه (۷ اسفند ۱۳۹۴): ایران، پارلمان (دور نخست) و مجلس خبرگان رهبری[۸]
- ۲۶ فوریه (۷ اسفند ۱۳۹۴): ایرلند، پارلمان[۸]
- ۲۸ فوریه (۹ اسفند ۱۳۹۴): سوئیس، همه‌پرسی

### مارس
- ۳-۲۴ مارس (۱۳ اسفند ۱۳۹۴ -۵ فروردین ۱۳۹۵): نیوزیلند، همه‌پرسی پرچم (دور دوم)
- ۴ مارس (۱۴ اسفند ۱۳۹۴): ساموآ، پارلمان
- ۵ مارس (۱۵ اسفند ۱۳۹۴): اسلواکی، پارلمان
- ۶ مارس (۱۶ اسفند ۱۳۹۴): بنین، ریاست‌جمهوری (دور نخست)
- ۹ مارس (۱۹ اسفند ۱۳۹۴): کیریباتی، ریاست‌جمهوری
- ۲۰ مارس (۱ فروردین ۱۳۹۵):
  - بنین، ریاست‌جمهوری (دور دوم)
  - کیپ ورد، پارلمان
  - قزاقستان، پارلمان
  - لائوس، پارلمان
  - نیجر، ریاست‌جمهوری (دور دوم)
  - جمهوری کنگو، ریاست‌جمهوری
  - سنگال، همه‌پرسی قانون اساسی
- ۳۱ مارس (۱۲ فروردین ۱۳۹۵): جمهوری آفریقای مرکزی، پارلمان (دور دوم)

### آوریل
- ۶ آوریل (۱۸ فروردین ۱۳۹۵): هلند، همه‌پرسی
- ۸ آوریل (۲۰ فروردین ۱۳۹۵): جیبوتی، ریاست‌جمهوری
- ۱۰ آوریل (۲۲ فروردین ۱۳۹۵): 
  - چاد، ریاست‌جمهوری
  - کومور، ریاست‌جمهوری (دور دوم)
  - پرو، ریاست‌جمهوری (دور نخست) و پارلمان
- ۱۳ آوریل (۲۵ فروردین ۱۳۹۵): 
  - کره جنوبی، پارلمان
  - سوریه، پارلمان
- ۱۷ آوریل (۲۹ فروردین ۱۳۹۵): ایتالیا، همه‌پرسی
- ۲۴ آوریل (۵ اردیبهشت ۱۳۹۵):
  - اتریش، ریاست‌جمهوری (دور نخست)
  - گینه استوایی، ریاست‌جمهوری
  - صربستان، پارلمان
- ۲۷ آوریل (۸ اردیبهشت ۱۳۹۵): گرنزی، پارلمان
- ۲۹ آوریل (۱۰ اردیبهشت ۱۳۹۵): ایران، پارلمان (دور دوم)

### مه
- ۹ مه (۲۰ اردیبهشت ۱۳۹۵): فیلیپین، سراسری: ریاست‌جمهوری، سنا و مجلس نمایندگان
- ۱۵ مه (۲۶ اردیبهشت ۱۳۹۵): جمهوری دومینیکن، ریاست‌جمهوری و پارلمان
- ۲۲ مه (۲ خرداد ۱۳۹۵):
  - اتریش، ریاست‌جمهوری (دور دوم) (باطل شد)
  - قبرس، پارلمان
  - تاجیکستان، همه‌پرسی قانون اساسی
  - ویتنام، پارلمان

### ژوئن
- ۵ ژوئن (۱۶ خرداد ۱۳۹۵): 
  - پرو، ریاست‌جمهوری (دور دوم)
  - سوئیس، همه‌پرسی
- ۶ ژوئن (۱۷ خرداد ۱۳۹۵): سنت لوسیا، پارلمان
- ۲۳ ژوئن (۳ تیر ۱۳۹۵): بریتانیا، همه‌پرسی عضویت در اتحادیه اروپا
- ۲۵ ژوئن (۵ تیر ۱۳۹۵): ایسلند، ریاست‌جمهوری
- ۲۶ ژوئن (۶ تیر ۱۳۹۵): اسپانیا، پارلمان
- ۲۹ ژوئن (۹ تیر ۱۳۹۵): مغولستان، پارلمان

### ژوئیه
- ۲ ژوئیه (۱۲ تیر ۱۳۹۵): استرالیا، پارلمان
- ۹ ژوئیه (۱۹ تیر ۱۳۹۵): نائورو، پارلمان
- ۱۰ ژوئیه (۲۰ تیر ۱۳۹۵):
  - آبخازستان، همه‌پرسی
  - ژاپن، مجلس مشاوران (یک نیمه)
- ۱۷ ژوئیه (۲۷ تیر ۱۳۹۵): سائوتومه و پرنسیپ، ریاست‌جمهوری

### اوت
- ۷ اوت (۱۷ مرداد ۱۳۹۵): تایلند، همه‌پرسی قانون اساسی[۱۱]
- ۱۱ اوت (۲۱ مرداد ۱۳۹۵): زامبیا، همه‌پرسی قانون اساسی، ریاست‌جمهوری و پارلمان[۱۲]
- ۲۸ اوت (۷ شهریور ۱۳۹۵): گابن، ریاست‌جمهوری

### سپتامبر
- ۸ سپتامبر (۱۸ شهریور ۱۳۹۵): سیشل، پارلمان
- ۱۱ سپتامبر (۲۱ شهریور ۱۳۹۵): 
  - بلاروس، پارلمان
  - کرواسی، پارلمان
- ۱۸ سپتامبر (۲۸ شهریور ۱۳۹۵): روسیه، پارلمان دوما
- ۲۰ سپتامبر (۳۰ شهریور ۱۳۹۵): اردن، پارلمان
- ۲۴ سپتامبر (۳ مهر ۱۳۹۵): سومالی، پارلمان
- ۲۵ سپتامبر (۴ مهر ۱۳۹۵): سوئیس، همه‌پرسی
- ۲۶ سپتامبر (۵ مهر ۱۳۹۵): آذربایجان، همه‌پرسی قانون اساسی

### اکتبر
- ۲ اکتبر (۱۱ مهر ۱۳۹۵): 
  - کلمبیا، همه‌پرسی برای صلح
  - کیپ‌ورد، ریاست‌جمهوری
  - مجارستان، همه‌پرسی
- ۷ اکتبر (۱۶ مهر ۱۳۹۵): مراکش، پارلمان
- ۷-۸ اکتبر (۱۷-۱۶ مهر ۱۳۹۵): جمهوری چک، سنا (دور نخست)
- ۸ اکتبر (۱۷ مهر ۱۳۹۵): گرجستان، پارلمان
- ۹ اکتبر (۱۸ مهر ۱۳۹۵): لیتوانی، پارلمان
- ۱۴-۱۵ اکتبر (۲۴-۲۳ مهر ۱۳۹۵): جمهوری چک، سنا (دور دوم)
- ۱۵ اکتبر (۲۴ مهر ۱۳۹۵): افغانستان، پارلمان
- ۱۶ اکتبر (۲۵ مهر ۱۳۹۵): مونته‌نگرو، پارلمان
- ۲۳ اکتبر (۲ آبان ۱۳۹۵): سومالی، پارلمان
- ۲۹ اکتبر (۸ آبان ۱۳۹۵): ایسلند، پارلمان
- ۳۰ اکتبر (۹ آبان ۱۳۹۵): 
  - ساحل عاج، همه‌پرسی قانون اساسی
  - مولداوی، ریاست‌جمهوری

### نوامبر
- ۱ نوامبر (۱۱ آبان ۱۳۹۵): پالائو، ریاست‌جمهوری، مجلس نمایندگان و سنا
- ۶ نوامبر (۱۶ آبان ۱۳۹۵): 
  - بلغارستان، همه‌پرسی و ریاست‌جمهوری
  - نیکاراگوآ، ریاست‌جمهوری و پارلمان
- ۸ نوامبر (۱۸ آبان ۱۳۹۵): ایالات متحده آمریکا،  ریاست‌جمهوری، سنا و مجلس نمایندگان
- ۲۰ نوامبر (۳۰ آبان ۱۳۹۵): 
  - سن مارینو، پارلمان
  - هائیتی، ریاست‌جمهوری، پارلمان و سنا
- ۲۴ نوامبر (۴ آذر ۱۳۹۵): گرانادا، همه‌پرسی قانون اساسی
- ۲۶ نوامبر (۶ آذر ۱۳۹۵):کویت، پارلمان
- ۲۷ نوامبر (۷ آذر ۱۳۹۵): سوئیس، همه‌پرسی

### دسامبر
- ۱ دسامبر (۱۱ آذر ۱۳۹۵): گامبیا، ریاست‌جمهوری
- ۴ دسامبر (۱۴ آذر ۱۳۹۵):
  - اتریش، ریاست‌جمهوری (دور دوم)
  - ازبکستان، ریاست‌جمهوری
  - ایتالیا، همه‌پرسی قانون اساسی
- ۷ دسامبر (۱۷ آذر ۱۳۹۵): غنا، ریاست‌جمهوری و پارلمان
- ۱۱ دسامبر (۲۱ آذر ۱۳۹۵): 
  - رومانی، پارلمان
  - قرقیزستان، همه‌پرسی قانون اساسی
  - مقدونیه، پارلمان
- ۱۵ دسامبر (۲۵ آذر ۱۳۹۵): جزایر تورکس و کایکوس، پارلمان
- ۱۸ دسامبر (۲۸ آذر ۱۳۹۵): ساحل عاج، پارلمان

## تاریخ نامشخص
- تانزانیا، همه‌پرسی قانون اساسی
- چاد، پارلمان
- کردستان عراق، همه‌پرسی استقلال (تا ۸ نوامبر)
- ساحل عاج، همه‌پرسی قانون اساسی (پاییز ۲۰۱۶)
- ونزوئلا، همه‌پرسی